# Нижні Анатріяли
Нижні Анатрія́ли (рос. Нижние Анатриялы, чув. Анаткас Патӑръяль) — присілок у складі Цівільського району Чувашії, Росія. Входить до складу Риндинського сільського поселення.
Населення — 52 особи (2010; 81 у 2002).
Національний склад:
- чуваші — 94 %